# Isonychus castaneus
Isonychus castaneus är en skalbaggsart som beskrevs av Hermann Burmeister 1855. Isonychus castaneus ingår i släktet Isonychus och familjen Melolonthidae. Inga underarter finns listade i Catalogue of Life.